# Charlie Siem

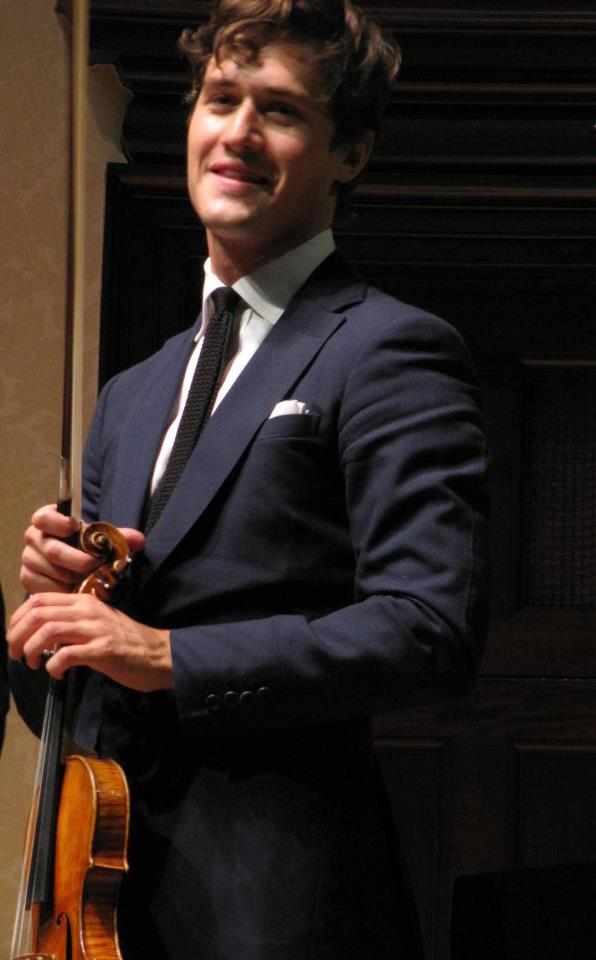
Charlie Siem (2012)

Charles Maximilian Siem (* 14. Januar 1986) ist ein britischer klassischer Geiger.

## Leben
Charlie Siem ist in London, England, geboren. Sein Vater ist Kristian Siem, ein norwegischer Geschäftsmann, und seine Mutter ist Karen Ann, geborene Moross.
Siem begann im Alter von drei Jahren mit dem Geigenunterricht. Sein Interesse wurde geweckt, als er die Kassetten hörte, die seine Mutter spielte. Er studierte am Eton College sowie am Girton College in Cambridge und setzte sein Geigenstudium bei Itzhak Rashkovsky und Shlomo Mintz fort. Sein erstes Konzert spielte er mit einem Orchester im Alter von 15 Jahren und er spielte mit dem Royal Philharmonic Orchestra im Alter von 18 Jahren. Er hat in den letzten Jahren Anerkennung erlangt, indem er mit Künstlern wie The Who und Miley Cyrus spielte. Siem modelte auch u. a. für Dunhill London und Hugo Boss. Im Jahr 2010 war er in der Konzertreihe Night of the Proms zu hören.
Er spielt eine Geige von Guarneri del Gesù aus dem Jahr 1735, die auch als d'Egville bekannt ist. Die Geige war zuvor im Besitz von Yehudi Menuhin.
Bei seinem Engagement für wohltätige Zwecke tritt Siem als Botschafter für The Prince's Trust auf.

### Familie
Siem ist entfernt mit dem norwegischen Geigenvirtuosen und Komponisten Ole Bull verwandt. Seine Schwester, Sasha Siem, ist ebenfalls Musikerin.

## Orchester und Kammerensembles
Siem hat mit vielen der weltbesten Orchester und Kammerensembles gespielt, darunter die Bergen Philharmonic, die Camerata Salzburg, die Czech National Symphony, die Israel Philharmonic, die London Symphony, die Moscow Philharmonic, die Oslo Philharmonic, die Rotterdam Philharmonic und das Royal Philharmonic Orchestra.

## Top-Dirigenten
Er hat mit Top-Dirigenten wie Charles Dutoit, Edward Gardner, Zubin Mehta, Yannick Nézet-Séguin, Sir Roger Norrington, Libor Pešek und Yuri Simonov zusammengearbeitet. Bisherige internationale Festivalauftritte umfassen Spoleto, St. Moritz, Gstaad, Bergen, Tine@Munch, das Festival Internacional de Santa Lucía und das Windsor Festival. Siems regelmäßiger Sonatenpartner ist der bekannte Pianist Itamar Golan.

## Persönliche klassische Kompositionen
2014 schrieb er seine erste Komposition – Canopy, für Violine und Streichorchester – im Auftrag des US-Fernsehsenders CBS Watch!, die er beim English Chamber Orchestra aufnahm.

## Diskografie (Auswahl)
- 2008: Elgar ung Grieg: Sonaten für Violine und Klavier, Album bei Challenge Classics
- 2010: Charlie Siem, Album bei Warner Classics & Jazz
- 2011: Bruch, Wieniawski und Bull, Album bei Warner Classics
- 2014: Under the Stars, Album bei Sony Classical